# Lista das maiores empresas de Portugal
Esta é uma lista das 50 maiores empresas de Portugal, ordenadas pela faturação, lucros e ativos de 2022, pelo setor e pela sede.
| Posição | Empresa                             | Setor                                | Faturação       | Lucros           | Ativos           | Sede                | Sede       |
| Posição | Empresa                             | Setor                                | Faturação       | Lucros           | Ativos           | Município           | Sub-região |
| ------- | ----------------------------------- | ------------------------------------ | --------------- | ---------------- | ---------------- | ------------------- | ---------- |
| 1       | Petrogal                            | Energia e Recursos                   | 9 035 242 460 € | 52 330 158 €     | 4 646 899 768 €  | Lisboa              | AML        |
| 2       | EDP                                 | Energia e Recursos                   | 5 201 964 000 € | 824 070 000 €    | 29 752 741 000 € | Lisboa              | AML        |
| 3       | Modelo Continente                   | Consumo e Serviços Associados        | 4 569 313 564 € | 25 583 045 €     | 3 735 955 747 €  | Matosinhos          | AMP        |
| 4       | Pingo Doce                          | Consumo e Serviços Associados        | 4 363 256 974 € | 29 443 910 €     | 1 923 673 205 €  | Lisboa              | AML        |
| 5       | Grupo Salvador Caetano              | Industrial e automóvel               | 3 700 000 000 € | 269 700 000 €    | 1 600 000 000 €  | Vila Nova de Gaia   | AMP        |
| 6       | EDP Comercial                       | Energia e Recursos                   | 3 265 547 000 € | 65 258 000 €     | 991 697 000 €    | Lisboa              | AML        |
| 7       | Volkswagen Autoeuropa               | Automóvel                            | 3 111 905 240 € | 43 356 465 €     | 774 701 299 €    | Palmela             | AML        |
| 8       | The Navigator Company               | Materiais de Base                    | 2 366 947 621 € | 171 411 455 €    | 3 171 135 995 €  | Setúbal             | AML        |
| 9       | Galp                                | Energia e Recursos                   | 2 127 047 908 € | –647 482 069 €   | 1 754 138 799 €  | Lisboa              | AML        |
| 10      | Su Eletricidade                     | Energia e Recursos                   | 2 047 623 000 € | –16 423 000 €    | 2 299 746 000 €  | Lisboa              | AML        |
| 11      | Repsol Portuguesa                   | Energia e Recursos                   | 1 907 424 291 € | 74 402 787 €     | 597 103 218 €    | Lisboa              | AML        |
| 12      | BP Portugal                         | Energia e Recursos                   | 1 399 056 293 € | 17 999 106 €     | 412 862 813 €    | Oeiras              | AML        |
| 13      | TAP Air Portugal                    | Transportes e Logística              | 1 364 678 565 € | –1 430 551 041 € | 2 655 123 060 €  | Lisboa              | AML        |
| 14      | NOS                                 | Tecnologia, Media e Telecomunicações | 1 316 630 409 € | 61 111 311 €     | 3 324 889 789 €  | Lisboa              | AML        |
| 15      | E-Redes                             | Energia e Recursos                   | 1 316 375 000 € | 144 927 000 €    | 4 095 070 000 €  | Lisboa              | AML        |
| 16      | Endesa                              | Energia e Recursos                   | 1 284 686 724 € | 12 805 764 €     | 520 709 122 €    | Oeiras              | AML        |
| 17      | Auchan                              | Consumo e Serviços Associados        | 1 154 759 125 € | 16 157 041 €     | 752 681 029 €    | Oeiras              | AML        |
| 18      | Vodafone                            | Tecnologia, Media e Telecomunicações | 1 084 086 522 € | 60 709 540 €     | 1 682 520 116 €  | Lisboa              | AML        |
| 19      | EDP Gestão da Produção              | Energia e Recursos                   | 1 076 607 000 € | –67 378 000 €    | 7 634 720 000 €  | Lisboa              | AML        |
| 20      | Worten                              | Consumo e Serviços Associados        | 1 047 277 278 € | 3 796 786 €      | 763 061 062 €    | Lisboa              | AML        |
| 21      | BOSCH                               | Automóvel                            | 1 039 688 264 € | 13 498 776 €     | 468 723 168 €    | Braga               | CA         |
| 22      | Continental                         | Automóvel                            | 999 933 986 €   | 184 468 154 €    | 670 134 728 €    | Famalicão           | AV         |
| 23      | Prio                                | Energia e Recursos                   | 917 766 722 €   | 15 366 366 €     | 163 421 105 €    | Aveiro              | RA         |
| 24      | Reagro                              | Alimentação, Bebidas e Tabaco        | 898 053 766 €   | 16 353 501 €     | 111 006 432 €    | Salvaterra de Magos | LT         |
| 25      | Cepsa                               | Energia e Recursos                   | 877 831 584 €   | 21 543 836 €     | 289 630 752 €    | Lisboa              | AML        |
| 26      | ITMP Alimentar                      | Consumo e Serviços Associados        | 847 220 072 €   | 7 815 953 €      | 194 413 572 €    | Alcanena            | MT         |
| 27      | Continente Hipermercados            | Consumo e Serviços Associados        | 842 346 434 €   | 27 751 371 €     | 568 380 213 €    | Matosinhos          | AMP        |
| 28      | Recheio                             | Alimentação, Bebidas e Tabaco        | 826 490 404 €   | 13 556 714 €     | 437 544 031 €    | Lisboa              | AML        |
| 29      | Repsol Polímeros                    | Materiais de Base                    | 808 730 219 €   | 62 539 058 €     | 518 422 199 €    | Lisboa              | AML        |
| 30      | ITX Portugal                        | Têxteis, Vestuário e Couro           | 787 813 704 €   | 744 772 €        | 631 549 721 €    | Lisboa              | AML        |
| 31      | EDP Gás                             | Energia e Recursos                   | 732 362 000 €   | –3 271 000 €     | 506 184 000 €    | Lisboa              | AML        |
| 32      | Prio Energy                         | Energia e Recursos                   | 722 234 967 €   | 1 739 083 €      | 196 365 180 €    | Aveiro              | RA         |
| 33      | Peugeot Citroën Automóveis Portugal | Automóvel                            | 672 730 797 €   | 8 928 684 €      | 200 897 276 €    | Mangualde           | VL         |
| 34      | Purem Tondela                       | Automóvel                            | 646 641 452 €   | 18 020 610 €     | 178 249 747 €    | Tondela             | VL         |
| 35      | Alliance Healthcare                 | Saúde                                | 620 591 404 €   | 8 749 776 €      | 174 141 552 €    | Porto               | AMP        |
| 36      | Lactogal                            | Alimentação, Bebidas e Tabaco        | 620 027 914 €   | 8 415 856 €      | 482 213 466 €    | Porto               | AMP        |
| 37      | Nestlé Portugal                     | Alimentação, Bebidas e Tabaco        | 617 384 103 €   | 20 523 579 €     | 285 239 388 €    | Oeiras              | AML        |
| 38      | Mota-Engil                          | Construção e Imobiliário             | 608 440 223 €   | 44 527 286 €     | 1 947 048 263 €  | Porto               | AMP        |
| 39      | MIDSID                              | Alimentação, Bebidas e Tabaco        | 604 513 674 €   | 3 293 905 €      | 60 623 508 €     | Alcochete           | AML        |
| 40      | Dia                                 | Consumo e Serviços Associados        | 582 784 059 €   | –14 730 186 €    | 252 455 189 €    | Oeiras              | AML        |
| 41      | Brisa                               | Transportes e Logística              | 572 570 821 €   | 183 177 676 €    | 2 359 866 132 €  | Cascais             | AML        |
| 42      | Alcapetro                           | Energia e Recursos                   | 540 326 304 €   | 903 870 €        | 62 733 267 €     | Alcanena            | MT         |
| 43      | OCP Portugal                        | Saúde                                | 536 564 534 €   | 8 010 673 €      | 153 094 359 €    | Maia                | AMP        |
| 44      | Navigator Para Setúbal              | Materiais de Base                    | 525 047 506 €   | 18 926 248 €     | 515 355 553 €    | Setúbal             | AML        |
| 45      | Celbi                               | Materiais de Base                    | 509 334 540 €   | 86 742 014 €     | 714 007 165 €    | Figueira da Foz     | RC         |
| 46      | Mercedes-Benz Portugal              | Automóvel                            | 508 436 979 €   | 13 955 563 €     | 212 084 404 €    | Lisboa              | AML        |
| 47      | TD Tech Data Portugal               | Tecnologia, Media e Telecomunicações | 495 813 787 €   | 2 130 063 €      | 101 148 930 €    | Lisboa              | AML        |
| 48      | Cenibra                             | Materiais de Base                    | 489 286 901 €   | –3 780 390 €     | 237 965 743 €    | Funchal             | MA         |
| 49      | CTT Correios de Portugal            | Transportes e Logística              | 475 056 506 €   | 37 680 272 €     | 1 036 085 335 €  | Lisboa              | AML        |
| 50      | Navigator Paper Figueira            | Materiais de Base                    | 472 518 214 €   | 15 842 142 €     | 183 255 475 €    | Figueira da Foz     | RC         |

Atualizações foram feitas relativamente à dados de 2023
1. ↑  «Semanário | 1000Maiores_1». Jornal Expresso. Consultado em 16 de maio de 2023
2. ↑  «Informação financeira - Salvador Caetano»